# Uru-Uru-See
Der Uru-Uru-See ist ein See im Anden-Hochgebirge auf dem bolivianischen Altiplano wenige Kilometer südlich der Industriestadt Oruro.
Der Uru-Uru-See ist einer der Restseen der vorgeschichtlichen Seenlandschaft des Ballivián-Sees. Er wird von dem Titicaca-See im Norden durch den Río Desaguadero gespeist, der im weiteren Verlauf den Poopó-See im Süden mit seinem Wasser versorgt.
Der See liegt auf einer Höhe von 3686 m über dem Meer und hat eine Länge von 21 km und eine Breite von 16 km. Seine Oberfläche beträgt 260 km², seine maximale Tiefe etwa 1,5 Meter.
Der See ist beliebt für Wassersport und Fischfang.

## Verschmutzung
Im Laufe der Jahre wurden ökologische Probleme ein immer größeres Problem. Im März 2021 machte die extreme Verschmutzung der nördlichen Bereiche des Sees Schlagzeilen. Aus den Siedlungsgebieten angeschwemmtes Plastik und Müll bildeten inzwischen einen „Plastik-See“. Ungereinigte Abwässer von Bergwerken, die in den See gelangen, führen zu einer Versauerung. Die Stadtverwaltung von Oruro kündigte an, das Plastik aus dem See zu entfernen.